# الحروب الفريزية الفرنكية
الحروب الفريزية الفرنكية كانت سلسلة من الصراعات بين إمبراطورية الفرنجة والمملكة الفريزية في القرنيين السابع والثامن الميلاديين.